# Allocosa tuberculipalpa
Allocosa tuberculipalpa är en spindelart som först beskrevs av Lodovico di Caporiacco 1940.  Allocosa tuberculipalpa ingår i släktet Allocosa och familjen vargspindlar. Inga underarter finns listade i Catalogue of Life.